# Liolaemus occipitalis
Liolaemus occipitalis är en ödleart som beskrevs av  George Albert Boulenger 1885. Liolaemus occipitalis ingår i släktet Liolaemus och familjen Tropiduridae. IUCN kategoriserar arten globalt som sårbar. Inga underarter finns listade i Catalogue of Life.